# 이요코마쓰역
이요코마쓰역(일본어: 伊予小松駅 이요코마츠에키[*])은 일본 에히메현 사이조시에 있는 시코쿠 여객철도 요산선의 역이다. 역 번호는 Y34이며, 1번선이 상·하행 부본선, 2번선이 상·하행 본선으로 되어 있는 상대식 승강장 2면 2선 구조의 지상역이다.

## 역 주변
- 사이조 시청 고마쓰 종합지소
- 고온지
- 호주지

## 역사
- 1923년 5월 1일 : 개업.
- 1987년 4월 1일 : 민영화에 의해, 시코쿠 여객철도로 이관.

## 인접 정차역
| 시코쿠 여객철도 요산선      | 시코쿠 여객철도 요산선 | 시코쿠 여객철도 요산선      |
| --------------------------- | ---------------------- | --------------------------- |
| Y 33 이요히미 다카마쓰 방면 | 요산 선                | 다마노에 Y 35 마쓰야마 방면 |